# Sorrento Calcio 1945
Il Sorrento Calcio 1945, meglio noto come Sorrento, è una società calcistica italiana della città di Sorrento. Milita in Serie C, la terza divisione del campionato italiano.
Fondato nel 2016, rivendica l'eredità dei sodalizi Società Sportiva Sorrento, sorta nel 1945 e sciolta nel 1950, dell'Associazione Calcio Sorrento, nata nel 1950 e sciolta nel 1991 e del Sorrento Calcio, fondato nel 1991 e fallito nel 2016.
La squadra conta una partecipazione al campionato di Serie B nella stagione 1971-1972. Nel suo palmarès annovera la vittoria di una Coppa Italia Lega Pro, di una Supercoppa di Lega di Serie C2 e di una Coppa Italia Serie D.

## Storia

### Dalle origini alla Serie B
Il Sorrento nacque il 23 dicembre 1945 dalle ceneri del Nazario Sauro 1929 e dagli animatori locali del partito politico L'Uomo Qualunque, dove fu inizialmente ubicata la sede sociale. In precedenza, a questa data era già esistente, alla fine degli anni trenta una squadra che partecipò a vari campionati di propaganda della zona stabiese con il nome di GIL (Gioventù Italiana del Littorio) Sorrento nel 1937-1938 e 1938-1939, e che poi partecipò alla Seconda Divisione Campania dove venne promosso nella Prima Divisione. Termina il campionato in centro classifica l'anno seguente quella società non si iscrisse al campionato e interruppe l'attività a causa della guerra. Dopo la guerra riprese l'attività e ci fu la sua rifondazione e partecipò al campionato 1945-1946 di Seconda Divisione Campania, lo vinse e fu promosso nella Prima Divisione. Vinse anche questo campionato e salì in Serie C.
Dopo la breve esperienza nella Lega Centro-Sud di Serie C nel 1947-1948, retrocesse nel campionato di Promozione e vi rimase fino a quello del 1949-1950 dove si classificò ultimo, poi non si iscrisse a quello successivo per cui il barone Luongo per non far scomparire il calcio in penisola sorrentina portò la squadra a Sant'Agnello e da lì continuò a fare calcio partecipando con il nome di Sant'Agnello-Penisola Sorrentina e terminando terzo nel campionato di Seconda Divisione Campania fu promosso in quello di Prima Divisione. L'anno successivo cambiò nome in Unione Sportiva Penisola Sorrentina ed in quello seguente in Società Sportiva Flos Carmeli e partecipò alla Seconda Divisione Campania. Nel campionato 1957-1958 il Flos Carmeli muta la sua denominazione in Società Sportiva Sorrento e continua a giocare nei campionati regionali, dove rimase fino alla stagione 1967-1968 quando si classificò primo e venne promosso in Serie D.
L'anno successivo il Sorrento disputò un ottimo campionato, arrivando ancora una volta primo in classifica a pari merito con la Turris, e venendo promosso in Serie C dopo aver vinto proprio contro la squadra corallina lo spareggio in gara unica disputatosi al Flaminio di Roma: vittoria rossonera per 1-0, gol siglato da Sani.

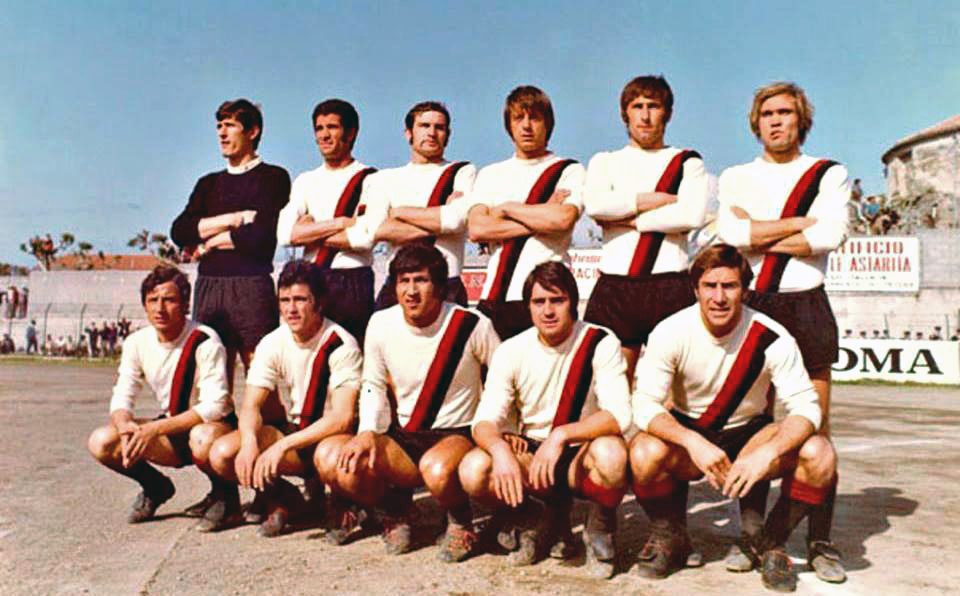
Il Sorrento della stagione 1970-1971, promosso per la prima volta nella sua storia in Serie B

Promosso in C, due stagioni più tardi, nel 1970-1971 con Giancarlo Vitali in panchina il Sorrento chiuse in testa il torneo e salì nella serie cadetta. In squadra c'erano un giovane Bruscolotti ed il recordman di presenze (434) Fiorile con contributi dell'ex Milan Noletti. In quell'anno il portiere forlivese Antonio Gridelli raggiunse il record di imbattibilità con 1537 minuti pari a 17 incontri.

### La Serie B e il declino
Il primo campionato in Serie B (con in squadra il giovane Giuseppe Bruscolotti, protagonista in A col Napoli) fu però disastroso per i sorrentini, che arrivarono penultimi in classifica nonostante un girone di ritorno da ritmo promozione. Le gare casalinghe in quell'anno si giocarono al San Paolo di Napoli che fu teatro della sfida di Coppa Italia contro gli azzurri di Zoff ed Altafini, disputata il 29 agosto 1971 ove i rossoneri vinsero per 1-0 grazie ad un gol di Paolino Bozza senza però superare la fase a gironi. I costieri retrocessero in Serie C, dove restarono fino al 1977-1978, anno della retrocessione in Serie C2. L'allenatore era Nicola D'Alessio.
Nel 1984-1985 la squadra sorrentina arrivò seconda in classifica e venne promossa in Serie C1. Da quel momento in poi, il Sorrento attraversò un periodo buio: dapprima la ricaduta in Serie C2 nel 1987 e, dopo alcuni tentativi di risalita non andati a buon fine, la retrocessione nel Campionato Interregionale nel 1989 per inadempienze finanziarie e la retrocessione in Eccellenza nel 1991.
Il risorgere rossonero parte nella stagione 1991-1992, anno in cui la squadra viene rifondata tramite la Polisportiva Sangiorgese, che cambia denominazione in Associazione Sportiva Sorrento e riparte dal campionato di Promozione che vince nel 1994, riuscendo a salire nella massima categoria regionale, e nel 1997-1998 vince il girone B dell'Eccellenza Campania davanti a Paganese e Palmese e conquista nella finale di Caserta la Coppa Italia Dilettanti Campania contro la Viribus Unitis ai rigori.
L'anno dopo, nel Campionato Nazionale Dilettanti, chiude in testa il girone d'andata e si piazza al quinto posto. In D evita, nella stagione 2000-2001, la retrocessione in Eccellenza vincendo lo spareggio disputatosi a Benevento con l'Internapoli ai rigori.

### Il ritorno tra i professionisti
Nel campionato 2005-2006 ha ottenuto la promozione dalla Serie D alla Serie C2 e si è aggiudicata la Coppa Italia Serie D battendo in finale il Giarre, e precedentemente, in semifinale con goleada, i campioncini del programma televisivo Campioni, il sogno del Cervia, allenati da Francesco Graziani.
Con il ritorno tra i professionisti modifica la propria ragione sociale in Sorrento Calcio S.r.l. e nella stagione 2006-2007, il Sorrento vince il campionato di C2 ed accede alla Serie C1, nello stesso anno vince la Supercoppa di Lega di Serie C2, posizionandosi al primo posto nella classifica a tre con 4 punti totali dinanzi a Legnano (secondo con 3 punti e sconfitto per 1-0 a Sorrento) e Foligno, ultimo con 1 punto.
Nella stagione 2007-2008 viene sconfitto nella seconda giornata di campionato in casa dal Potenza per 0-1, in questa occasione il Sorrento perde l'imbattibilità casalinga che durava dal 1º maggio 2004 (Sorrento-Paganese 1-2), dopo 72 risultati utili consecutivi interni in gare ufficiali e dopo tre anni, quattro mesi ed un giorno. Dopo vari alti e bassi, giunge un piazzamento a ridosso della zona alta della classifica.
Nella stagione 2008-2009 conquista per la prima volta nella sua storia la Coppa Italia Lega Pro, battendo nella doppia finale la Cremonese (0-0 a Cremona e 1-0 a Sorrento). Il gol decisivo porta la firma di Federico Giampaolo.
Nella stagione 2009-2010, tra alti e bassi, disputa una discreta stagione terminando al 9º posto e conquistando un posto nella Coppa Italia 2010-2011.

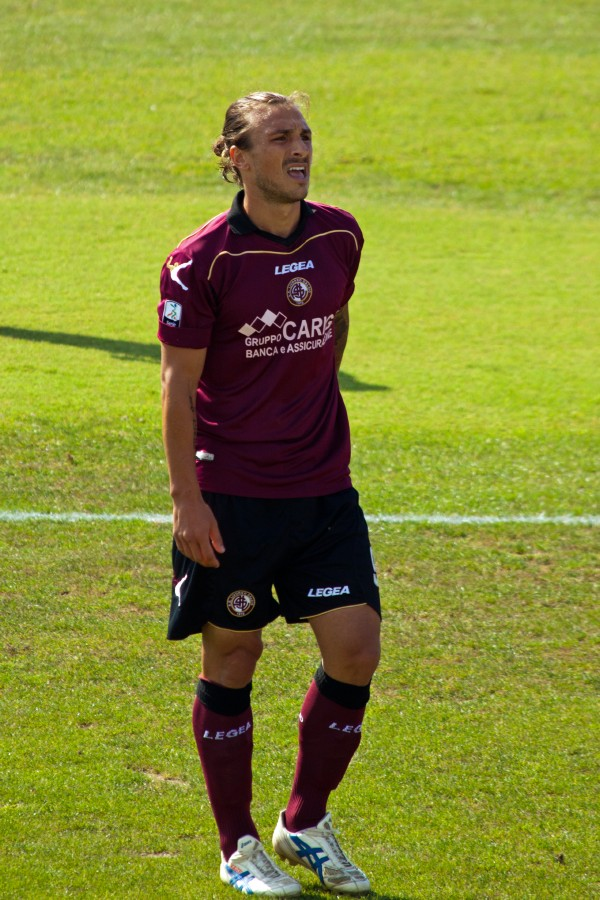
Paulinho, capocannoniere con la maglia del Sorrento nella stagione 2010-2011

La stagione 2010-2011 è molto buona per il Sorrento, che parte subito bene divenendo in fretta la capolista solitaria del suo girone; tuttavia, dopo alcuni scontri di alta classifica poco soddisfacenti, il Gubbio approfitta di questo calo della squadra campana per vincere lo scontro diretto in casa per 1-0. Da quel momento, il Gubbio passa in testa staccando il Sorrento, che prosegue però su ottimi livelli e, nonostante i 10 punti di svantaggio accumulati durante il filotto trionfale degli eugubini, riesce a ridurre con discreta efficacia il gap, inanellando una buona serie di risultati che, complice una lieve flessione del Gubbio, avvicina progressivamente il Sorrento alla vetta della classifica; ma nonostante tutto, malgrado una vittoria per 2-1 in casa contro un Gubbio in ripresa, il Sorrento si porta solo a 4 punti dagli avversari a due giornate dalla conclusione; tuttavia, la domenica successiva il match dei campani in trasferta contro lo Spezia è negativo, con la rimonta dei liguri che vanno a vincere per 2-1, e nel frattempo il Gubbio, uscendo vittorioso per 3-1; il Sorrento è così costretto a rinunciare alle ambizioni di promozione diretta, disputando i play-off per il campionato cadetto (in cui viene eliminato dal Verona nella semifinale, perdendo all'andata 2-0 e pareggiando in casa al ritorno).
La stagione 2011-2012 è stata una stagione ottima per il Sorrento, che parte subito con una vittoria a Monza per 3-0, pareggiando le 3 partite dopo con il Pavia, il Como e Taranto, per poi tornare a vincere con Avellino e Reggiana. La prima sconfitta arriva allo stadio Ciro Vigorito contro il Benevento per 1-0. I campani terminano il campionato al quarto posto dopo Ternana, Taranto e Carpi; proprio contro la squadra carpigiana disputano i play-off, perdendo in casa 0-1 e vincendo a Carpi per 0-1; tuttavia, a causa del miglior piazzamento in classifica, sono gli emiliani a proseguire la strada verso la Serie B.

### Il declino e il fallimento
Per la stagione 2012-2013 l'allenatore è Giovanni Bucaro. Il 13 luglio 2012 il Sorrento viene però escluso dal campionato 2012-2013 per problemi infrastrutturali. Il 16 luglio ha presentato ricorso.
Il Sorrento si piazza 15º in campionato e disputa i play-out contro il Prato. La sconfitta ai play-out sancisce la retrocessione in Lega Pro Seconda Divisione. Nella stagione 2013-2014 il Sorrento disputa il campionato di Lega Pro Seconda Divisione, retrocedendo in Serie D dopo aver perso i play-out con l'Arzanese. Anche il successivo campionato di Serie D è da dimenticare per il Sorrento, costretto a difendere (ancora una volta come i due anni precedenti) la salvezza nei play-out contro la Battipagliese. Negli spareggi retrocessione, i costieri sono costretti ad arrendersi in casa e in rimonta per 1-2, retrocedendo in Eccellenza. Nel 2015-2016 milita nel girone B del campionato d'Eccellenza; il record delle retrocessioni si aggiorna, dato che, con l'ultimo posto in classifica, i campani terminano un percorso che li ha condotti in quattro anni dalla terza serie nazionale fino alla Promozione.
In estate viene dichiarato il fallimento della formazione sorrentina; la curatela fallimentare, nel 2021, vende il logo dei "cinque diamanti" all'associazione Sorrento United, rappresentante la tifoseria, che successivamente lo concederà al rifondato club.

### La rifondazione
Il calcio a Sorrento riparte dall'Eccellenza, con la neonata Associazione Sportiva Dilettantistica Football Club Sorrento, sorta dalla fusione tra Atletico Sorrento di calcio a 5 e il Sant'Antonio Abate che chiude al 2º posto nel girone B. Ai play-off i rossoneri si fermano contro il Cervinara.
Per la stagione 2017-2018 la società cambia denominazione in Associazione Sportiva Dilettantistica Sorrento 1945 e affida la guida tecnica della prima squadra ad Antonio Guarracino (che da calciatore già ha onorato i colori rossoneri). A fine stagione la squadra rossonera arriva 1ª nel girone B del campionato di Eccellenza dopo aver vinto lo spareggio promozione contro l'Agropoli, venendo promossa in Serie D. Nella stagione 2022-2023 vince il girone G della Serie D dopo un lungo duello con la Paganese, tornando in Serie C dopo nove anni.
Nelle successive stagioni 2023-2024 e 2024-2025 il Sorrento, sebbene condizionato dall'esigenza di giocare le gare interne fuori città, segnatamente a Potenza, per il protrarsi dell'iter di adeguamento dello stadio Italia ai canoni strutturali del professionismo, riesce agevolmente  conquistare la salvezza in terza divisione.

## Colori e simboli

### Colori
Il Sorrento veste come colori sociali il rosso e nero, in omaggio al "padre fondatore" del calcio sorrentino, Ugo De Angelis, che era anche tifoso del Milan. La maglia interna presenta normalmente un template palato nelle due tinte istituzionali, mentre le divise di cortesia (seconda e terza, laddove prevista) si basano su colori quali bianco, nero e oro, all'occorrenza con richiami e finiture rossonere. Tra le soluzioni più estrose e distanti dalla tradizione si annoverano la maglia "natalizia" monocroma rossa (con una grafica evocante lo stemma sorrentino a solcare il tronco) usata nella stagione 2024-2025, o la terza a pali biancazzurri del 2021-2022, per arrivare infine alle proposte dello sponsor Ezeta nel 2025-2026: la maglia interna reinterpreta il template palato rossonero con un disegno che combina il richiamo alle cinque losanghe dello stemma con un pattern evocante il legame storico e culturale tra la città e gli ordini monastico‑cavallereschi; la maglia esterna invece, su base bianca, presenta un disegno rappresentativo delle piante di limone, prodotto agroalimentare "simbolo" del territorio sorrentino.

### Simboli ufficiali

#### Stemma
Elemento caratterizzante del logo sociale del Sorrento, a livello storico, sono le cinque losanghe d'argento in campo rosso mutuate dallo stemma municipale, colloquialmente note come "diamanti". A differenza della versione comunale, ove le losanghe sono di uguale dimensione e prive di orpelli, alcune varianti dello stemma dei rossoneri presentano i "diamanti" bordati d'oro e l'elemento centrale di dimensione maggiore rispetto agli altri.
Dal 2021 il logo storico è detenuto dall'associazione dei tifosi Sorrento United, che lo concede alla società.

Stemma utilizzato dal 2006 al 2015
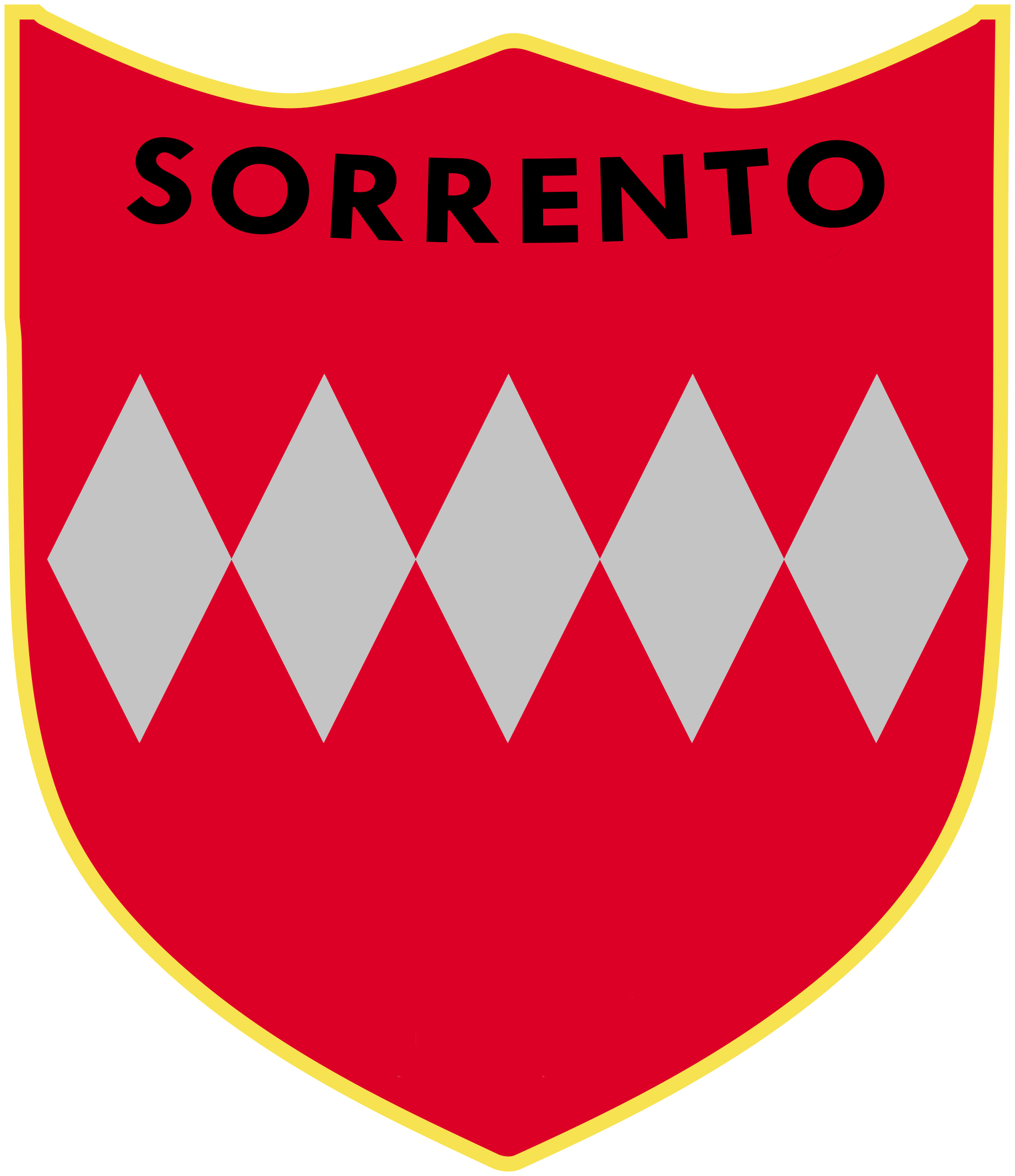
Stemma utilizzato dal 2017 al 2021
Stemma utilizzato dal 2021 al 2025

## Strutture

### Stadio
Il Sorrento gioca le partite di casa allo stadio Italia, costruito nel 1950 e capace di ospitare circa 3 600 spettatori. 
Stante la sua inadeguatezza ai canoni del calcio professionistico, e il relativo complesso iter di adeguamento, dal 2023 i rossoneri adottano transitoriamente come campo interno lo stadio Alfredo Viviani di Potenza. In altri periodi nei quali lo stadio Italia non era disponibile, il Sorrento ha altresì giocato le partite di casa allo stadio San Paolo di Napoli e allo stadio Alberto Vallefuoco di Mugnano di Napoli.

### Centro di allenamento
Il Sorrento svolge le sue sedute di allenamento al già citato stadio Italia.

## Società

### Organigramma societario
Dal sito internet ufficiale della società. Aggiornato il 5 settembre 2017
- Giuseppe Cappiello - Presidente
- Michele Mauro - Vicepresidente
- Raffaele Ruggiero - Vicepresidente
- Carlo Gargiulo - Vicepresidente
- Benito Starace - Direttore Generale
- Alessandro Amarante - Direttore Sportivo
- Francesco Iaccarino - Segretario
- Antonino Palomba - Dirigente
- Raffaele Sorrentino - Dirigente
- Pietro Romano - Delegato Ufficio Stampa
- Antonino Ruocco - Riprese Ufficiali
- Fulvio Cascone - Speaker Ufficiale
- Lorenza Ambrosio, Carmine Galano - Fotografo ufficiale

### Sponsor
- 1978-1997 ...
- 1997-1999 Top 87
- 1999-2000 Fly Line
- 2000-2001 Degi
- 2001-2005 Fly Line
- 2005-2006 Zeus Sport[11]
- 2006-2016 Legea[11]
- 2016-2025 Zeus Sport[11]
- 2025-     Ezeta

### Settore giovanile
Nella stagione 2007-2008 la formazione Giovanissimi del Sorrento ha vinto la Coppa Giovanissimi Professionisti.

## Allenatori e presidenti
- 1945-1946 ...
- 1946-1947  Luciano Berardelli
- 1947-1948  Roberto Di Martino (1ª-?ª)
 Vittore Martini (?ª-30ª)
- 1948-1949  Gaetano Marrese
- 1949-1950  Salvatore Sacco (1ª-?ª)
 Ancora e  Bellotti (?ª-30ª)
- 1950-1951  Giuseppe Gargiulo
- 1951-1952  Giuseppe Gargiulo (1ª-?ª)
 Ferruccio Scapini (?ª-22ª)
- 1952-1953  Ferruccio Scapini
- 1953-1954  Mario De Palma (1ª-?ª)
 Alfredo Crispo (?ª-?ª)
- 1954-1955  Saverio Salvioli e  Malensek (D.T.)
- 1955-1956  Secondo Rossi
- 1956-1957  Secondo Rossi (1ª-?ª)
 Nicola Massa (?ª-34ª)
- 1957-1958  Nicola Massa (1ª-?ª)
 Francesco Mazzetti (?ª-26ª)
- 1958-1960  Giuseppe D'Alessandro
- 1960-1961  Cardone (1ª-?ª)
 Quintavalle (?ª-?ª)
 Ruggero Zanolla (?ª-30ª)
- 1961-1962  Ruggero Zanolla
- 1962-1963  Giuseppe D'Alessandro
- 1963-1964  Italo Romagnoli (1ª-19ª)
 Antonio Giglio Cobuzio (20ª-30ª)
- 1964-1965  Antonio Giglio Cobuzio
- 1965-1966  Antonio Giglio Cobuzio (1ª)
 Ruggero Zanolla (2ª-30ª)
- 1966-1967  Antonio Giglio Cobuzio (1ª-?ª)
 Iaccarino (?ª-30ª)
- 1967-1969  Gennaro Rambone
- 1969-1970  Paolo Todeschini
- 1970-1971  Giancarlo Vitali
- 1971-1972  Nicola D'Alessio Monte (1ª-15ª)
 Pasquale Atripaldi (16ª-38ª)
- 1972-1973  Paolo Todeschini (1ª-25ª)
 Danilo Nencetti (26ª-38ª)
- 1973-1974  Pietro Santin
- 1974-1975  Bruno Bolchi
- 1975-1976  Gino Raffin
- 1976-1977  Ettore Recagni (1ª-17ª)
 Francesco Paolo Specchia (18ª)
 Giorgio Bozzato (19ª-38ª)
- 1977-1978  Giancarlo Vitali
- 1978-1979  Gino Raffin (1ª-19ª)
 Giancarlo Vitali (20ª-34ª)
- 1979-1980  Giancarlo Vitali (1ª-22ª)
 Salvatore Rea[19] (23ª-34ª)
- 1980-1981  Francesco Paolo Specchia (1ª-4ª)
 Pasquale Atripaldi (5ª-34ª)
- 1981-1982  Paolo Franzoni
- 1982-1983  Urano Navarrini
- 1983-1984  Antonio Giglio Cobuzio (1ª-14ª)
 Carmine Tascone (15ª-34ª)
- 1984-1985  Carmine Tascone (1ª-8ª)
 Cané (9ª-34ª)
- 1985-1986  Cané
- 1986-1987  Cané (1ª-7ª)
 Lino De Petrillo (8ª-13ª)
 Cané (14ª-34ª)
- 1987-1988  Giuseppe Papadopulo
- 1988-1989  Salvatore Di Somma
- 1989-1990  Antonio Giglio Cobuzio (1ª-16ª)
 Pasquale Foggia (17ª)
 Flaminio De Biase (18ª-34ª)
- 1990-1991  Flaminio De Biase (1ª-5ª)
 Nino Fiorile (6ª-25ª)
 Bruno Govetto (26ª-33ª)
 Catello Di Somma (34ª)
- 1991-1992  Gaetano Miniero (1ª-?ª)
 Pasquale Foggia (?ª-?ª)
 Franco Maresca (?ª-?ª)
 Bruno Govetto (?ª-30ª)
- 1992-1993  Bruno Govetto
- 1993-1994  Enrico Vendittelli
- 1994-1995  Enrico Vendittelli (1ª-15ª)
 Bruno Govetto (16ª-30ª)
- 1995-1996  Natalino Attardi (1ª-8ª)
 Giuseppe Nazzi (9ª-14ª)
 Enrico Vendittelli (15ª-30ª)
- 1996-1997  Enrico Vendittelli (1ª-6ª)
 Gennaro Rambone (7ª-17ª)
 Catello Di Somma (18ª-30ª)
- 1997-2001  Salvatore Amato
- 2001-2002  Gaetano Musella
- 2002-2003  Pasquale Esposito (1ª-6ª)
 Beniamino Borchiellini e  Roberto Amodio (7ª)
 Vittorio Belotti (8ª-12ª)
 Mario Capece (13ª)
 Massimo Agovino (14ª-31ª)
 Beniamino Borchiellini e  Catello Di Somma (32ª-34ª)
- 2003-2004  Salvatore Amato
- 2004-2005  Pino La Scala
- 2005-2007  Renato Cioffi
- 2007-2008  Nicola Provenza (1ª-12ª)
 Massimo Morgia (13ª-34ª)
- 2008-2009  Giovanni Simonelli
- 2009-2010  Giovanni Simonelli (1ª-9ª)
 Raffaele Novelli (10ª-19ª)
 Giovanni Simonelli (20ª-34ª)
- 2010-2011  Giovanni Simonelli
- 2011-2012  Maurizio Sarri (1ª-16ª)
 Gennaro Ruotolo (17ª-34ª e play-off)
- 2012-2013  Giovanni Bucaro (1ª-18ª)
 Aldo Papagni (19ª-30ª e play-out)
- 2013-2014  Luca Chiappino (1ª-13ª)
 Giovanni Simonelli (14ª-34ª e play-out)
- 2014-2015  Roberto Sosa (1ª-17ª)
 Roberto Chiancone (18ª-27ª)[20]
 Renato Cioffi (28ª-29ª)
 Claudio Pirone (30ª-34ª e play-out)
- 2015-2016  Dario Rocco (1ª-7ª)
 Bruno Cammarota (8ª-11ª)
 Omar Vecchione (12ª)
 Antonio De Stefano (13ª-25ª)
 Vincenzo Nominato (26ª-30ª)
- 2016-2017  Mario Turi (1ª-15ª)
 Maurizio Coppola (16ª-30ª e play-off)
- 2017-2018  Antonio Guarracino
- 2018-2019  Antonio Guarracino (1ª-18ª)
 Vincenzo Maiuri (19ª-34ª)
- 2019-2020  Vincenzo Maiuri
- 2020-2021  Luca Fusco (1ª-21ª)
 Pino La Scala (22ª-34ª)
- 2021-2022  Renato Cioffi (1ª-36ª)
 Giulio Russo (37ª-38ª)
- 2022-2024  Vincenzo Maiuri
- 2024-  Enrico Barilari

- 1945-1946  Torquato Ercolano e  Ugo De Angelis
- 1946-1947  Agostino Schisano
- 1947-1948  Luigi Reale e  Federico Cuomo
- 1948-1949  Ugo De Angelis (comm. straor.)
 Agostino Schisano
 Antonino Maresa (comm. straor.)
- 1949-1950  Carlo Luongo
 Agostino Schisano (comm. straor.)
- 1950-1951  Carlo Luongo
 Ermanno Aprea
- 1951-1952  Ermanno Aprea
- 1952-1953  Carlo Luongo e  Padre Fernando Maria Sorrentino
- 1953-1954  Ugo De Angelis (comm. straor.)
 Ferdinando D'Alesio
 Luigi Fiorentino (comm. straor.)
- 1954-1957  Ferdinando D'Alesio,  Agostino Schisano e  Luigi Fiorentino
- 1957-1958  Ferdinando D'Alesio
- 1958-1959  Ugo De Angelis (comm. straor.)
 Ermanno Aprea
 Ugo De Angelis (comm. straor.)
- 1959-1963  Gennaro Maresca
- 1963-1966  Antonino Cesaro
- 1966-1967  Ugo De Angelis (comm. straor.)
 Gioacchino Lauro
- 1967-1968  Gioacchino Lauro
- 1968-1980  Achille Lauro
- 1980-1981  Achille Lauro
 Giuseppe Ercolano (comm. straor.)
- 1981-1985  Antonino Cesaro
- 1985-1989  Antonino Pollio
- 1989-????  Antonino Castellano
- ????-????  Giuseppe Russo
- ????-????  Carlo Cuomo
- ????-????  Carlo Cuomo e  Antonino Castellano
- ????-2007  Antonino Castellano
- 2007-2008  Antonino Castellano e  Franco Giglio
- 2008-2009  Antonino Castellano e  Mario Gambardella
- 2009-2010  Mario Gambardella
- 2010-2011  Francesco D'Angelo
- 2011-2012  Aniello Taurisano
- 2012-2014  Paolo Durante e  Franco Ronzi
- 2014-2015  Giuliano Palmieri
 Emiliano Squillante
 Emiliano Squillante e  Stefano Bisogno
- 2015-2016  Damiano Genovese
- 2016-  Giuseppe Cappiello

## Calciatori

### Capitani
- ... (1945-2007)
- Attilio Nicodemo[22] (2007-2011)
- Francesco Di Nunzio[23] (2011-2013)
- Ciro Dannucci[24] (2013-2014)
- Francesco Vitale (2014)
- Agnello Ferraro (2014-2015)
- Antonio Imbimbo (2015)
- Roberto Volpe (2015-2016)
- Francesco Scarpa[25] (2016-2017)
- Alfonso Gargiulo[26] (2017-)

## Palmarès

### Competizioni nazionali
- Coppa Italia Lega Pro: 1

2008-2009
- Supercoppa di Lega di Serie C2: 1

2007
- Coppa Italia Serie D: 1

2005-2006

### Competizioni interregionali
- Serie C: 1

1970-1971 (girone C)
- Serie C2: 1

2006-2007 (girone C)
- Serie D: 3

1968-1969 (girone G), 2005-2006 (girone I), 2022-2023 (girone G)

### Competizioni regionali
- Eccellenza: 2

1997-1998 (girone B), 2017-2018 (girone B)
- Promozione: 2

1967-1968 (girone B), 1993-1994 (girone B)
- Prima Divisione: 2

1946-1947 (girone B)
- Seconda Divisione: 2

1945-1946 (girone B), 1952-1953 (girone B)
- Coppa Italia Dilettanti Campania: 1

1997-1998

### Competizioni giovanili
- Coppa Giovanissimi Professionisti: 1

2007-2008

## Statistiche e record

### Partecipazione ai campionati
Campionati nazionali
| Livello | Categoria                       | Partecipazioni | Debutto   | Ultima stagione | Totale |
| ------- | ------------------------------- | -------------- | --------- | --------------- | ------ |
| 2º      | Serie B                         | 1              | 1971-1972 | 1971-1972       | 1      |
| 3º      | Serie C                         | 13             | 1947-1948 | 2025-2026       | 20     |
| 3º      | Serie C1                        | 3              | 1985-1986 | 2007-2008       | 20     |
| 3º      | Lega Pro Prima Divisione        | 5              | 2008-2009 | 2012-2013       | 20     |
| 4º      | Promozione                      | 2              | 1948-1949 | 1949-1950       | 20     |
| 4º      | Serie D                         | 7              | 1968-1969 | 2022-2023       | 20     |
| 4º      | Serie C2                        | 10             | 1978-1979 | 2006-2007       | 20     |
| 4º      | Lega Pro Seconda Divisione      | 1              | 2013-2014 | 2013-2014       | 20     |
| 5º      | Campionato Interregionale       | 2              | 1989-1990 | 1990-1991       | 10     |
| 5º      | Campionato Nazionale Dilettanti | 1              | 1998-1999 | 1998-1999       | 10     |
| 5º      | Serie D                         | 7              | 1999-2000 | 2005-2006       | 10     |

Campionati regionali
| Livello | Categoria             | Partecipazioni | Debutto   | Ultima stagione | Totale |
| ------- | --------------------- | -------------- | --------- | --------------- | ------ |
| I       | Prima Divisione       | 2              | 1946-1947 | 1951-1952       | 23     |
| I       | Promozione            | 4              | 1954-1955 | 1967-1968       | 23     |
| I       | Campionato Dilettanti | 2              | 1957-1958 | 1958-1959       | 23     |
| I       | Prima Categoria       | 8              | 1959-1960 | 1966-1967       | 23     |
| I       | Eccellenza            | 7              | 1994-1995 | 2017-2018       | 23     |
| II      | Seconda Divisione     | 2              | 1945-1946 | 1950-1951       | 6      |
| II      | Prima Divisione       | 1              | 1953-1954 | 1953-1954       | 6      |
| II      | Promozione            | 3              | 1991-1992 | 1993-1994       | 6      |
| III     | Seconda Divisione     | 1              | 1952-1953 | 1952-1953       | 1      |

### Partecipazione alle coppe
| Competizione                    | Partecipazioni | Debutto   | Ultima stagione | Totale |
| ------------------------------- | -------------- | --------- | --------------- | ------ |
| Coppa Italia                    | 5              | 1971-1972 | 2012-2013       | 5      |
| Coppa Italia Semiprofessionisti | 9              | 1972-1973 | 1980-1981       | 27     |
| Coppa Italia Serie C            | 12             | 1981-1982 | 2024-2025       | 27     |
| Coppa Italia Lega Pro           | 6              | 2008-2009 | 2013-2014       | 27     |
| Supercoppa di Lega di Serie C2  | 1              | 2007      | 2007            | 1      |
| Coppa Italia Serie D            | 12             | 1999-2000 | 2022-2023       | 12     |
| Poule Scudetto                  | 2              | 2005-2006 | 2022-2023       | 2      |

### Statistiche di squadra
Il Sorrento, nella sua storia ha raggiunto il suo apice disputando il campionato di Serie B nella stagione 1971-1972.
Serie B
- Miglior piazzamento: 19º (1971-1972)

Serie C
- Miglior piazzamento: 1º (1970-1971)

Serie C2
- Miglior piazzamento: 1º (2006-2007)

Serie D
- Miglior piazzamento: 1º (1968-1969, 2005-2006, 2022-2023)

Coppa Italia
- Miglior piazzamento: Secondo turno (2008-2009, 2010-2011, 2011-2012, 2012-2013)

Coppa Italia Lega Pro
- Miglior piazzamento: Vincitore (2008-2009)

Supercoppa di Lega di Serie C2
- Miglior piazzamento: Vincitore (2007)

Coppa Italia Serie D
- Miglior piazzamento: Vincitore (2005-2006)

Poule Scudetto
- Miglior piazzamento: Finale (2022-2023)

### Statistiche individuali
Il calciatore che detiene il record di presenze con il Sorrento è Antonino Fiorile, con 435 apparizioni, seguito da Antonino Silvestri a quota 287 e Luigi Pezzella fermatosi a 281. Il calciatore che detiene il record di reti è Giulio Russo con 90 centri, seguono poi Francesco Ripa e Carlo Cuomo con 61 e 60 reti.
| Record di presenze - 435 Antonino Fiorile (1961-1962, 1963-1971, 1972-1980) - 287 Antonino Silvestri (1970-1973, 1975-1984) - 281 Luigi Pezzella (1998-2009) - 277 Giulio Russo (1991-1999, 2003-2008) - 256 Beniamino Borchiellini (1973-1977, 1978-1983) | Record di reti - 90 Giulio Russo (1991-1999, 2003-2008) - 61 Francesco Ripa (2005-2009, 2021-2022) - 60 Carlo Cuomo (1962-1965) - 50 Michele Orlando (1957-1963) - 47 Marco Fiodo (1987-1990, 1993-1999, 2002-2003) |

## Tifoseria

### Storia
La tifoseria costiera si presenta con un chiaro stampo nazionalista. Molti infatti sono i tricolori presenti sui drappi e sul materiale realizzato. Una curva per lo più destroide, vista anche la fattura del proprio materiale.
Dalla stagione 2013-2014 il tifo organizzato si unisce in un unico gruppo: Branco. Fino alla stagione 2012-2013 erano presenti i gruppi Ultras Sorrento (che andò a sostituire il vecchio drappo Militanza Ultras, il quale campeggiava nei primi anni tra i professionisti e negli anni delle serie minori), gli Arditi, il Clan, Hell's Army 1983, South Boy e Vecchio Stile, questi ultimi due legati ad un profondo stile casual, che erano presenti col loro drappo solo ed esclusivamente in trasferta.
Recentemente vi erano due gruppi, l’ormai disciolto N.D.S. (Noi Di Sorrento) ritornato in curva dopo il fallimento del Sorrento ed il gruppo Sorrentini, ora diventato Vecchie Maniere.

### Gemellaggi e rivalità
Dalla stagione 2013-2014, in occasione del rinnovamento della tifoseria organizzata costiera, viene riconosciuto come gemellaggio ufficiale solo quello con la tifoseria del Giarre, che viene mantenuto in vigore sin dai tempi delle leghe minori. A questo si aggiunge nel 2016 il gemellaggio con i supporters del San Vito Positano.
Altre amicizie di tipo personale permangono con le tifoserie della Vultur Rionero (amicizia di lunga data) e della Nocerina (i quali ultras sono stati presenti più volte in occasione di derby o partite di cartello sulle gradinate dello stadio Italia).
Forti sono le rivalità che accomunano la tifoseria sorrentina a quelle di alcune squadre campane, in particolare con la Juve Stabia della vicina Castellammare di Stabia, derby sentito specialmente dalla tifoseria sorrentina. Tale rivalità è talmente accesa da costringere la prefettura a vietare la trasferta a Sorrento per i tifosi stabiesi nella stagione 2007-2008 e a chiudere le porte ad entrambe le tifoserie nella stessa partita della stagione successiva. La rivalità ha assunto toni ancora più aspri proprio nella stagione 2008-2009 a causa del passaggio di proprietà della Juve Stabia al presidente Francesco Giglio che aveva da poco lasciato la presidenza del Sorrento Calcio portando con sé buona parte dei giocatori protagonisti della stagione precedente in maglia rossonera. Le due tifoserie non mancano di usare vari soprannomi dispregiativi nei confronti degli avversari, così mentre gli stabiesi sono offensivamente chiamati castelloni (genericamente un dispregiativo nei confronti degli stabiesi), la tifoseria gialloblù apostrofa i sorrentini come limonari, per l'esportazione dei famosi limoni di Sorrento.
Tra le più importanti rivalità da segnalare anche quelle con Turris, Paganese e Cavese. Altre rivalità minori ci sono infine con le tifoserie di Viribus Unitis, Bitonto, Puteolana, Palmese e Real Marcianise.

## Organico

### Rosa 2025-2026
Rosa aggiornata al 14 agosto 2025.
| N. |                        | Ruolo | Calciatore                 |
| -- | ---------------------- | ----- | -------------------------- |
| 1  | Italia (bandiera)      | P     | Ludovico Del Sorbo         |
| 2  | Italia (bandiera)      | D     | Marcello Piras             |
| 4  | Italia (bandiera)      | C     | Antonio Potenza            |
| 5  | Malta (bandiera)       | D     | Kurt Shaw                  |
| 6  | Italia (bandiera)      | D     | Francesco Fusco (capitano) |
| 7  | Italia (bandiera)      | A     | Eugenio D'Ursi             |
| 8  | Italia (bandiera)      | C     | Marco Cuccurullo           |
| 9  | Italia (bandiera)      | A     | Vincenzo Plescia           |
| 10 | Paesi Bassi (bandiera) | A     | Don Bolsius                |
| 11 | Italia (bandiera)      | A     | Mattia Esposito            |
| 12 | Italia (bandiera)      | P     | Jean Boccarusso            |
| 15 | Italia (bandiera)      | D     | Daniele Solcia             |
| 16 | Italia (bandiera)      | C     | Domenico Franco            |
| 17 | Italia (bandiera)      | C     | Pasquale Riccardi          |
| 18 | Italia (bandiera)      | C     | Manuel Tonni               |

| N. |                   | Ruolo | Calciatore          |
| -- | ----------------- | ----- | ------------------- |
| 19 | Italia (bandiera) | A     | Diego Russo         |
| 20 | Italia (bandiera) | A     | Mariano Guarracino  |
| 21 | Italia (bandiera) | C     | Antonio Matera      |
| 22 | Italia (bandiera) | P     | Simon Harrasser     |
| 23 | Italia (bandiera) | C     | Simone Cangianiello |
| 26 | Italia (bandiera) | D     | Vincenzo Di Somma   |
| 27 | Italia (bandiera) | C     | Matteo Ruggiero     |
| 31 | Italia (bandiera) | P     | Andrea D'Aniello    |
| 32 | Italia (bandiera) | D     | Stefano Paglino     |
| 33 | Italia (bandiera) | D     | Luigi Carillo       |
| 46 | Italia (bandiera) | D     | Lorenzo Colombini   |
|    | Italia (bandiera) | C     | Luca Crecco         |
|    | Italia (bandiera) | C     | Marco Stigliano     |
|    | Italia (bandiera) | C     | Mario Vilardi       |